# Than Tun
Thakin Than Tun (ur. 1911, zamordowany przez jednego z podkomendnych 1968) – birmański polityk.
W 1936 wstąpił do ruchu narodowego Dobama Asiayone. Od 1942 do 1943 sprawował urząd ministra rolnictwa w rządzie birmańskim pod okupacją japońską. W latach 1943–1945 działał w przeciwjapońskim ruchu oporu. Od 1945 do 1968 przewodził Komunistycznej Partii Birmy, równocześnie był też sekretarzem generalnym Antyfaszystowskiej Ligi Wolności Ludu (AFPFL) w latach 1945–1948. Od 1946 stał na czele Białej Flagi, komunistów-współpracowników AFPFL. Po 1948 podejmował walkę partyzancką z rządem birmańskim.